# LAV-300

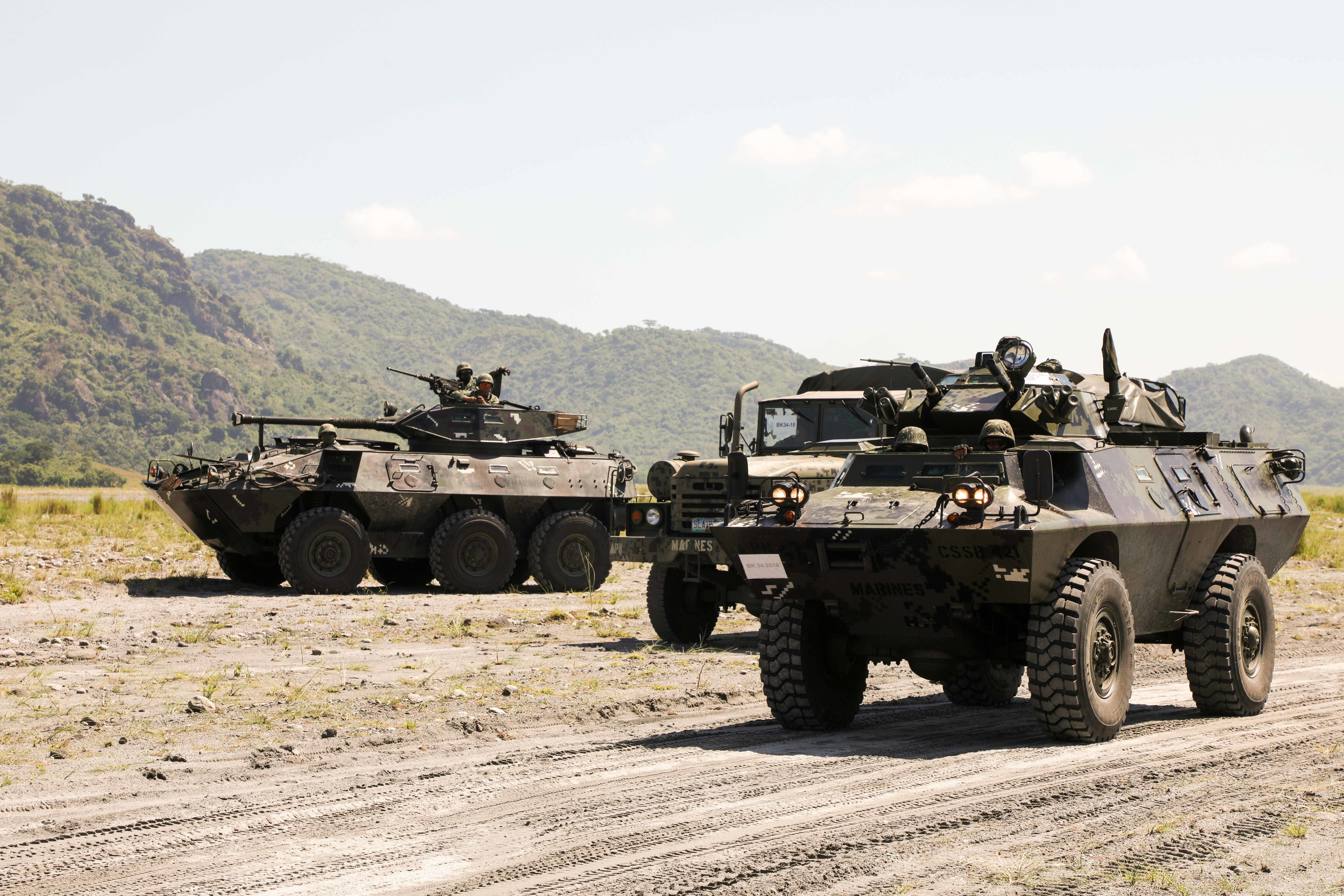
Filipińskie LAV-300 podczas ćwiczeń CALFEX 2018. Wóz z prawej występuje w wariancie jednoosobowej wieży z karabinem maszynowym kal. 12,7 mm i 7,62 mm

LAV-300 – amerykański lekki, kołowy transporter opancerzony produkowany przez spółkę Cadillac Gage (obecną Textron Marine & Land Systems) w latach 1983–1994. Wóz jest w pełni amfibią.

## Historia
Pojazd LAV-300 został opracowana przez spółkę Cadillac Gage Textron jako prywatne przedsięwzięcie firmy, z przeznaczeniem specjalnie na rynek eksportowy pod koniec lat 70. XX wieku. W ramach prac projektowych opracowano 15 wariantów pojazdu. Pierwotnie wóz nosił oznaczenie V-300, które z czasem zmieniono na LAV-300. Przy jego konstruowaniu opierano się na doświadczeniach zdobytych przy produkcji i eksploatacji lekkich pojazdów opancerzonych LAV-150. Pierwsze dwa prototypy LAV-300 ukończono w 1979 roku, a pierwszym klientem była Panama, która w 1982 roku złożyła zamówienie na 12 pojazdów LAV-300 w czterech różnych konfiguracjach. Wszystkie pojazdy zostały dostarczone do końca 1983 roku. W 1984 roku Gwardia Narodowa Kuwejtu zamówiła 62 wozu LAV-300, jednak zostały one utracone podczas irackiej inwazji na Kuwejt w 1990 roku. 
Produkcję pojazdów wznowiono w 1993 roku, kiedy kolejnym klientem eksportowym zostały Filipiny. Produkcja seryjna pojazdów zakończyła się w 1994 roku, jednak wozy znajdowały się w ofercie producenta do 2000 roku. Wyprodukowano łącznie 103 wozy w różnych wersjach. W 2008 roku jeden wóz został nabyty przez Departament Policji Hrabstwa Cobb. Na bazie LAV-300 opracowano także wóz z wieżą czołgu Stingray, który oznaczono jako LAV-600.

## Konstrukcja

### Opis ogólny
LAV-300 ma kadłub całkowicie spawany, wykonany ze specjalnej płyty balistycznej ze stali o wysokiej twardości, która chroni załogę przed ostrzałem z broni ręcznej i odłamkami pocisków artyleryjskich. Osłona ta zapewnia ochronę przed ostrzałem z broni ręcznej o kalibrze 7,62 mm. W razie konieczności istnieje możliwość dopancerzenia pojazdu. Kierowca siedzi z przodu kadłuba po lewej stronie. Ma on do swojej dyspozycji, jednoczęściowy właz, który otwiera się do tyłu. Z przodu ma trzy peryskopy dzienne do obserwacji z przodu, natomiast jeden z nich można zastąpić pasywnym peryskopem noktowizyjnym. W boku kadłuba po lewej stronie kierowcy znajduje się okno kuloodporne do obserwacji. W zależności od zastosowanej wersji, z tyłu za stanowiskiem kierowcy siedzi inny członek załogi, który obsługiwać może zamontowany karabin maszynowy. W wariancie wieżowym z armatą kal. 90 mm 2 członków załogi zajmuje miejsca w jej koszu. Przedział desantowy ulokowany jest z tyłu LAV-300. Po każdej stronie kadłuba znajdują się trzy kuloodporne wizjery, każdy z otworem strzelniczym pod spodem. Na górze przedziału znajdują się dwa prostokątne włazy dachowe przymocowane zawiasami na zewnątrz. Piechota wchodzi i opuszcza pojazd przez dwoje drzwi w tylnej części kadłuba. Każde z tych drzwi ma kuloodporny blok wizyjny z otworem strzelniczym poniżej. W nowszych pojazdach zastosowano z tyłu sterowaną elektrycznie rampę, która jest wyposażona w pojedyncze drzwi po lewej stronie z wizjerem i otworem strzelniczym.  
Wóz jest w pełni amfibią, która nie wymaga wcześniejszego przygotowania do  pokonywania przeszkód wodnych. Wóz porusza się w wodzie za pomocą kół z prędkością 3 km/h. Opcjonalnie pojazd może być wyposażony w dysze wodne, które zwiększają prędkość w wodzie do 8 km/h. LAV-300 może być przewożony w ładowniach samolotów transportowych takich jak C-5 Galaxy, C-17 Globemaster III, C-130 Hercules oraz C-141 Starlifter, a także powieszony pod śmigłowcem CH-53 Sea Stallion.  

### Układ napędowy
Komora silnika znajduje się po prawej stronie kadłuba, obok stanowiska kierowcy. Wlot i wylot powietrza znajduje się w dachu, zaś wydech z prawej strony kadłuba. Napęd stanowi silnik wysokoprężny Cummins VT-504 o mocy 270 KM. Jest to jednostka chłodzona cieczą w układzie V8. Silnik sprzężony jest z sześciobiegową automatyczną skrzynią biegów Allison Transmission MT-643. Zawieszenie składa się z kół 6 kół napędowych (6×6) na 3 osiach - przednia oś jest skrętna, zaś tylne osie są zbudowane w układzie niezależnym. 

### Uzbrojenie i wyposażenie
Uzbrojenie różniło się w zależności od wersji. Podstawowa wersja LAV-300 jest uzbrojona w dwuosobową wieżę z gwintowaną armatą Cockrill Mk 3 kal. 90 mm z zapasem 39 pocisków oraz zamontowany współosiowo karabin maszynowy kal. 7,62 mm z zapasem 400 pocisków. W dwuosobowej wieży istniała także możliwość montażu armaty kal. 76 mm lub działka kal. 20, 25 lub 30 mm. Wariant z wieżą jednoosobową uzbrojony był w wielkokalibrowy karabin maszynowy kal. 12,7 mm lub granatnik automatyczny kal. 40 mm. Karabin maszynowy mógłbyć także zainstalowany na jednoosobowej obrotnicy. Powstały także specjalistyczne wersje: samobieżny zestaw przeciwlotniczy z działkiem M61 Vulcan, rakietowy niszczyciel czołgów z PPK BGM-71 TOW, wóz ewakuacji medycznej oraz moździerz samobieżny kal. 81 mm lub 120 mm.
Każdy wóz podstawowo był wyposażony w 19-litrowy kanister na wodę, 19-litrowy kanister na olej napędowy, system przeciwpożarowy, zestaw narzędzi, linę holowniczą oraz wciągarkę o uciągu 9 ton i liną o długości 46 m. Opcjonalnie wóz mógł zostać wyposażony w układ pasywnej noktowizji, system pompowania opon, klimatyzację, ogrzewanie, wyrzutnię granatów dymnych oraz system ochrony przed bronią atomową, biologiczną i chemiczną.

### LAV-300 Mk II
Pod koniec 1999 roku Textron Marine and Land Systems wprowadziły na rynek ulepszoną wersję LAV-300 o nazwie LAV-300 Mk II. Zachowano ogólny układ z poprzedniej wersji, jednak wprowadzono liczne zmiany konstrukcyjne. Zastosowano nowy pancerz z płyt balistycznych, aby zwiększyć poziom ochrony. Poprawiono komfort pracy i bezpieczeństwo kierowcy, zamontowano APU oraz zmodyfikowano wloty powietrza. Zastosowano także nowy, mocniejszy silnik Cummins QSC 8.3 o mocy 279 KM (208 kW), sprzężony z nową przekładnią Allison MD3560. W przedziale desantowym, żołnierze zajmują miejsce na biegnącej równolegle do ścian ławkach. 

## Użytkownicy
- Filipiny – zakupiono 24 pojazdy. 12 wozów ma dwuosobową wieżę uzbrojoną w działo kal. 90 mm i sprzężony 7,62 mm karabin maszynowy, a pozostałe 12 wozów uzbrojonych jest w jednoosobową wieżę z karabinem kal. 12,7 mm M2HB i jeden karabin maszynowy 7,62 mm. Od 2019 roku wozy poddawano modernizacji[4][2].
- Panama – zakupiono 12 wozów[2].
- Kuwejt –  zakupiono 62 pojazdy[2].
- Wenezuela[5]
- Stany Zjednoczone – używany jeden wóz przez jednostkę SWAT Departamentu Policji Hrabstwa Cobb, przebudowany na potrzeby policji[6].